# Библиотека кнессета
Библиотека кнессета (ивр. ספריית הכנסת‎) — израильская научная библиотека в Иерусалиме, которая обслуживает кнессет, его депутатов и сотрудников.

## Назначение
Библиотека в первую очередь предназначена для депутатов кнессета и его сотрудников, но по воскресеньям и четвергам, когда пленарное заседание кнессета не собирается, открыта для широкой публики с целью просмотра публикаций, недоступных в других местах. Среди прочего посетитель библиотеки может ознакомиться с неконфиденциальными протоколами комиссий кнессета. Это право было определено в процедуре, опубликованной председателем кнессета в соответствии с уставом кнессета.

## История
Библиотека кнессета была основана в ноябре 1950 года как классическая парламентская библиотека с целью обеспечения депутатов Кнессета и его сотрудников информацией, необходимой им для их парламентской работы.
В 1953 году в «Постановление о печати» были внесены поправки, которые предусматривали, среди прочего, обязательство бесплатно доставлять копию каждой книги в библиотеку кнессета. В 2001 году этот раздел был отменен (статья 24) и вместо него вступил в силу «Закон о книгах (обязанность доставки и уточнения реквизитов)» 2000 года, в котором была установлена более ограниченная обязанность, согласно которой библиотека кнессета может требовать копия любой книги или газеты в любой области, определённой как «необходимая для работы Кнессета», как это определено председателем кнессета с одобрения комиссии по делам кнессета. Впоследствии в закон были внесены поправки, и было определено, что кнессет платит за копию 25 % от её каталожной цены. Кроме того, в соответствии с положениями «Закона о свободе информации» 1999 года каждый орган государственной власти (как он определён в этом законе), за исключением местного органа власти и корпораций, находящийся под его контролем, должен направлять копию годового отчета о своей деятельности в библиотеку кнессета. Коллекция библиотеки также расширяется за счет подарков и обменов с библиотеками, в том числе с библиотеками других парламентов.
В 2014 году в библиотеке была открыта коллекция сочинений депутатов кнессета, содержащая книги, изданные депутатами кнессета на протяжении поколений на разных языках. Когда коллекция была открыта, она содержала около 1600 книг.
Каталог библиотеки работает с использованием программного обеспечения AL-500. Каталог недоступен для широкой публики.
В конце второго десятилетия XXI века начался процесс прореживания библиотечного фонда с намерением сохранить только сборники протоколов дебатов кнессета, собрание священных книг, собрание книг, написанных депутатами Кнессета и сборники газет. Редкие предметы были переданы в музей Кнессета, другие книги были переданы в библиотеку юридического бюро кнессета, книги по искусству куратору Кнессета, и ожидается, что десятки тысяч книг на складе будут переданы ассоциациям и библиотекам, которые в них заинтересованы.